# Monte Cremasco
Monte Cremasco – miejscowość i gmina we Włoszech, w regionie Lombardia, w prowincji Cremona.
Według danych na rok 2004 gminę zamieszkiwało 1921 osób, 960,5 os./km².